# Fanny Babou
Fanny Babou (Perpinyà, Rosselló 26 de març de 1989) és una nedadora nord-catalana. Llicenciada al CNS de Sant Esteve del Monestir, fou campiona de França dels 100 metres braça en 2009 i 2012, i de 200 metres braça en 2010.
Va participar en els Jocs Olímpics d'Estiu de 2012 a Londres. va acabar 14a en 4x100 metres lliures i 32a en 100 metres braça.